# Ita Gassel
Pour les articles homonymes, voir Gassel.
Ita (Itamar) Gassel est un ethnologue et écrivain belge né le 10 avril 1926 à Ein Harod, en Palestine et mort en 1994 en Belgique, à Teignes.
Il a eu 3 filles, Marianne, l'écrivaine Nathalie Gassel et Anne.
Diplômé de l'Université libre de Bruxelles, il y enseigne l'ethnologie et se spécialise dans une approche européenne de « recherche-action participative ». Il est chercheur à l’Institut de sociologie de Bruxelles (U.L.B.) et enseigne dans différentes écoles sociales. Il mène parallèlement une pratique de terrain et crée l'asbl ROC (Recherche et Orientation Culturelle) qui applique sa méthode, puis le GRAP (Groupe de Recherche-Action Participative).
Il signe en 1983 le Manifeste pour la culture wallonne.

## Œuvres
- Alphonsine, Les Éditeurs français réunis, dirigé par Aragon, 1959.
- Poèmes, éditions Maelstrom, 2007 Bookleg,
- Une bande dessinée sur la vie de Julien Lahaut